# 贝尔杜比
贝尔杜比（Beldubi），是印度西孟加拉邦Haora县的一个城镇。总人口8983（2001年）。

## 人口
该地2001年总人口8983人，其中男性4484人，女性4499人；0—6岁人口1257人，其中男580人，女677人；识字率62.43%，其中男性为70.36%，女性为54.52%。